# Nagroda Nobla
Nagroda Nobla – wyróżnienie przyznawane od początku XX wieku za wybitne zasługi dla ludzkości: naukowe, literackie lub w działaniach na rzecz pokoju. Zostało ustanowione ostatnią wolą fundatora – Alfreda Nobla, szwedzkiego przemysłowca i wynalazcy dynamitu. Początkowo było przyznawane w pięciu dziedzinach, jednak w roku 1968 ustanowiono dodatkową nagrodę z ekonomii. Laureaci są wyłaniani corocznie, choć zdarzały się lata bez wyróżnionych. Są nimi osoby żyjące, najwyżej trzy w każdej z dziedzin – oprócz przypadków uhonorowania nagrodą pokojową całych organizacji lub instytucji.
Nagroda Nobla nie była pierwszym wyróżnieniem tego typu – już w XVIII wieku brytyjskie Towarzystwo Królewskie (ang. Royal Society) ustanowiło Medal Copleya dla naukowców, a równolegle przyznawano odznaczenia państwowe jak polski Order Orła Białego za rozmaite zasługi. Mimo to Nagroda Nobla jako pierwsza skupiła się na różnych obszarach działalności cywilnej oraz została wyróżnieniem najsłynniejszym i najbardziej prestiżowym, m.in. przez swoją rekordową wysokość pieniężną. Była inspiracją dla innych laurów, mających ją dopełniać przez docenienie innych obszarów działań – jak matematyka, astronomia, biologia, nauki o Ziemi, informatyka, technika, filozofia, teologia, muzyka, sztuki wizualne czy te osiągnięcia w fizyce teoretycznej, które nie spełniają kryteriów noblowskich.
Laureatka tej nagrody to noblistka, a laureat – noblista. Ich liczba w danej instytucji, państwie lub narodowości bywa używana jako miara prestiżu takich grup, np. do tworzenia rankingów uczelni.

## Historia

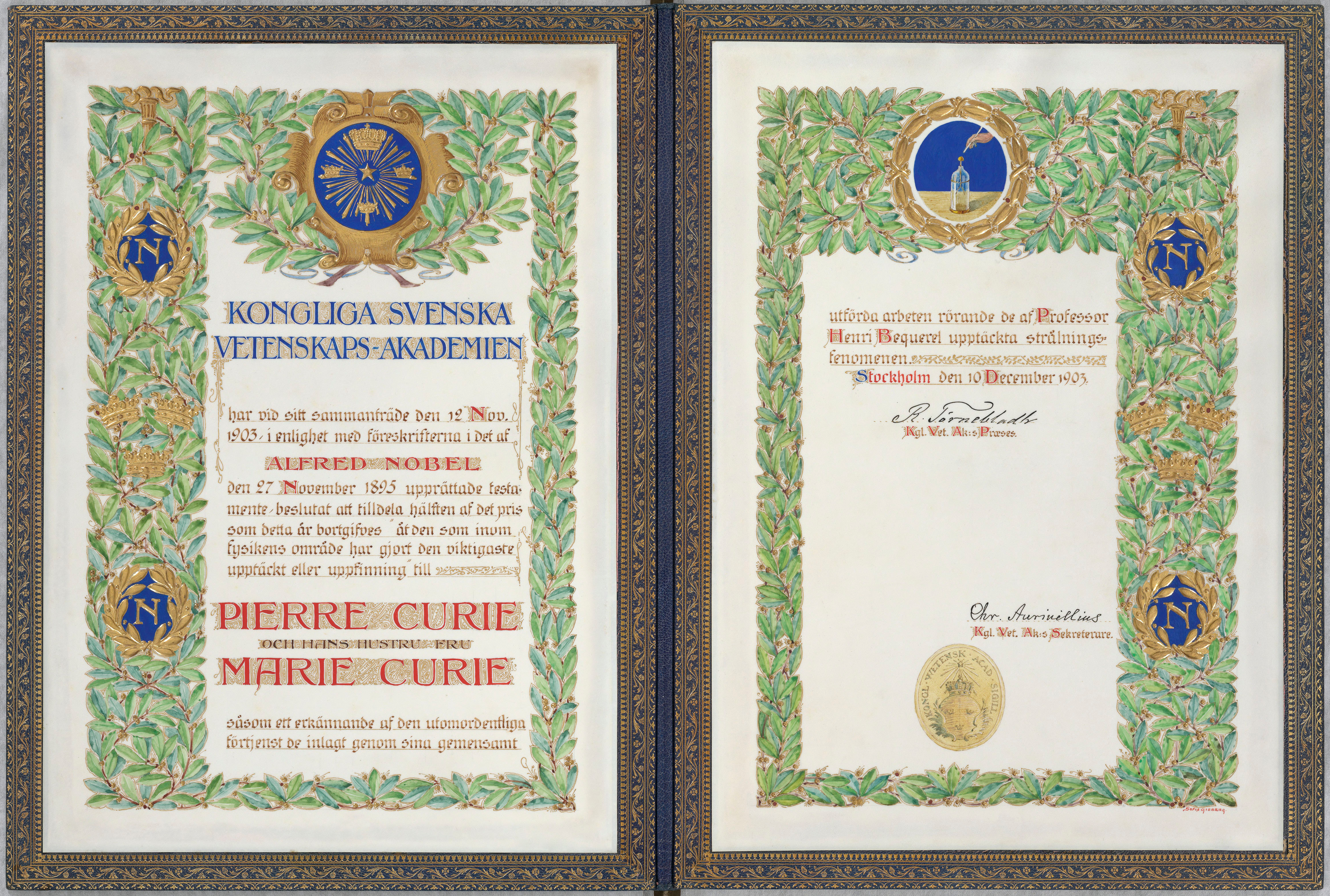
Dyplom Nagrody Nobla w dziedzinie fizyki w 1903 roku Piotra i Marii Curie

Pierwsza uroczystość wręczenia tej nagrody odbyła się w Królewskiej Akademii Muzycznej w Sztokholmie w 1901 – Pokojową Nagrodę Nobla otrzymali wtedy Jean Henri Dunant, założyciel Czerwonego Krzyża i Frédéric Passy. Od 1902 nagrody są wręczane przez króla Szwecji. Uroczystość odbywa się zawsze 10 grudnia.

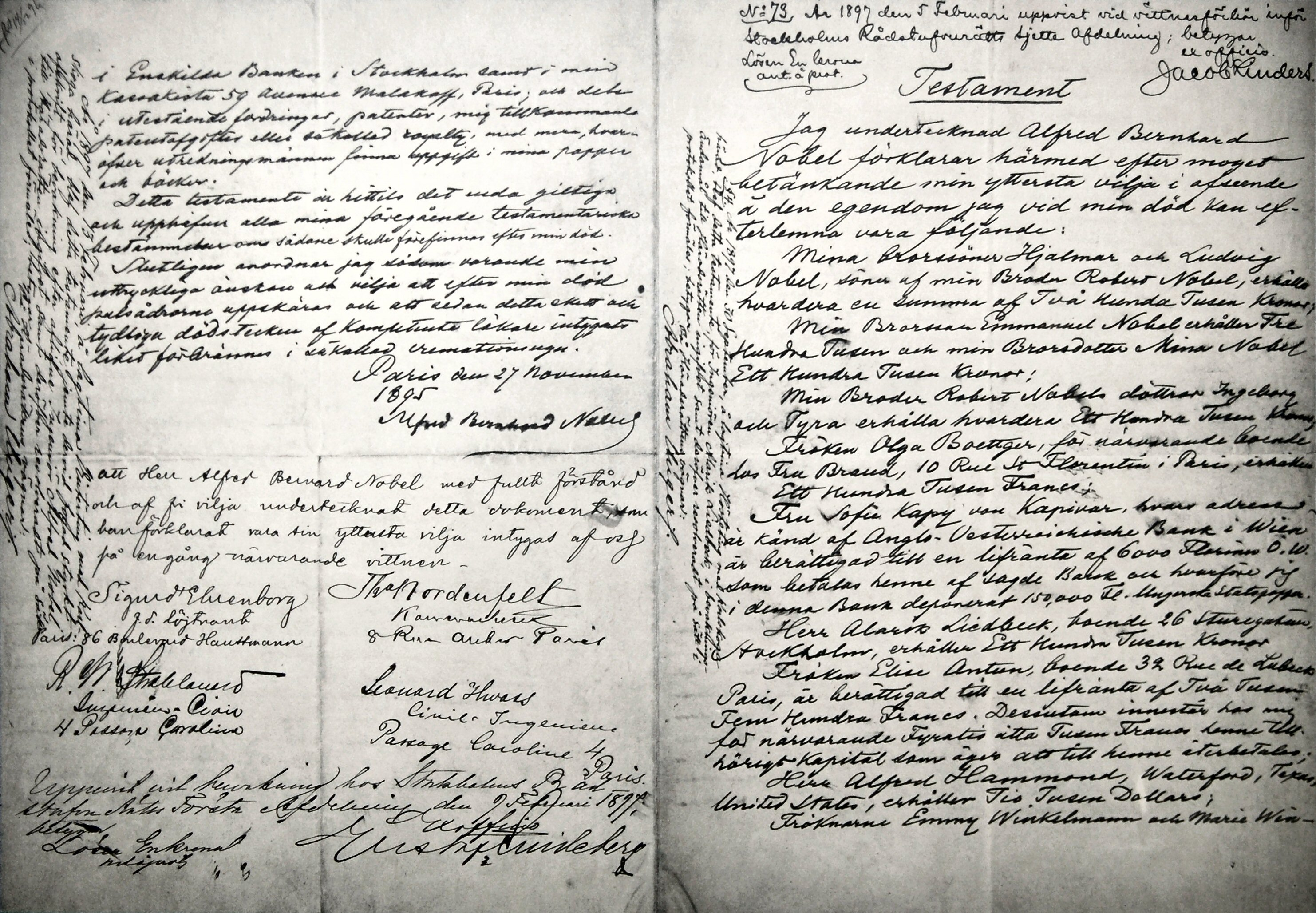
Testament Alfreda Nobla z 25 listopada 1895

## Zasady
Każdy z laureatów otrzymuje złoty medal i dyplom honorowy. Nagroda Nobla ma także wymiar finansowy: znaczną kwotę pieniężną (do 2012 było to dziesięć milionów koron szwedzkich, czyli około 4,5 miliona złotych, od 2012 osiem milionów koron, czyli około 3,6 miliona złotych, zaś w 2017 dziewięć milionów koron, czyli około 4 mln złotych), aby mógł kontynuować swoje badania lub prace bez konieczności zabiegania o fundusze.
Nagrody Nobla są przyznawane corocznie i w następujących dziedzinach:
- fizyki, przez Królewską Szwedzką Akademię Nauk, za „najważniejsze odkrycie lub wynalazek w dziedzinie fizyki”
- chemii, przez Królewską Szwedzką Akademię Nauk, za „najważniejsze odkrycie lub postęp w dziedzinie chemii”
- fizjologii lub medycyny, przez Instytut Karolinska, za „najważniejsze odkrycie w dziedzinie fizjologii lub medycyny”
- literatury, przez Akademię Szwedzką, za „wybitną pracę na rzecz idealistycznych tendencji”
- Pokojowa Nagroda Nobla, przez Norweski Komitet Noblowski, za „najlepszą pracę na rzecz braterstwa między narodami, likwidacji lub redukcji stałych armii oraz za udział i promocję stowarzyszeń pokojowych”.

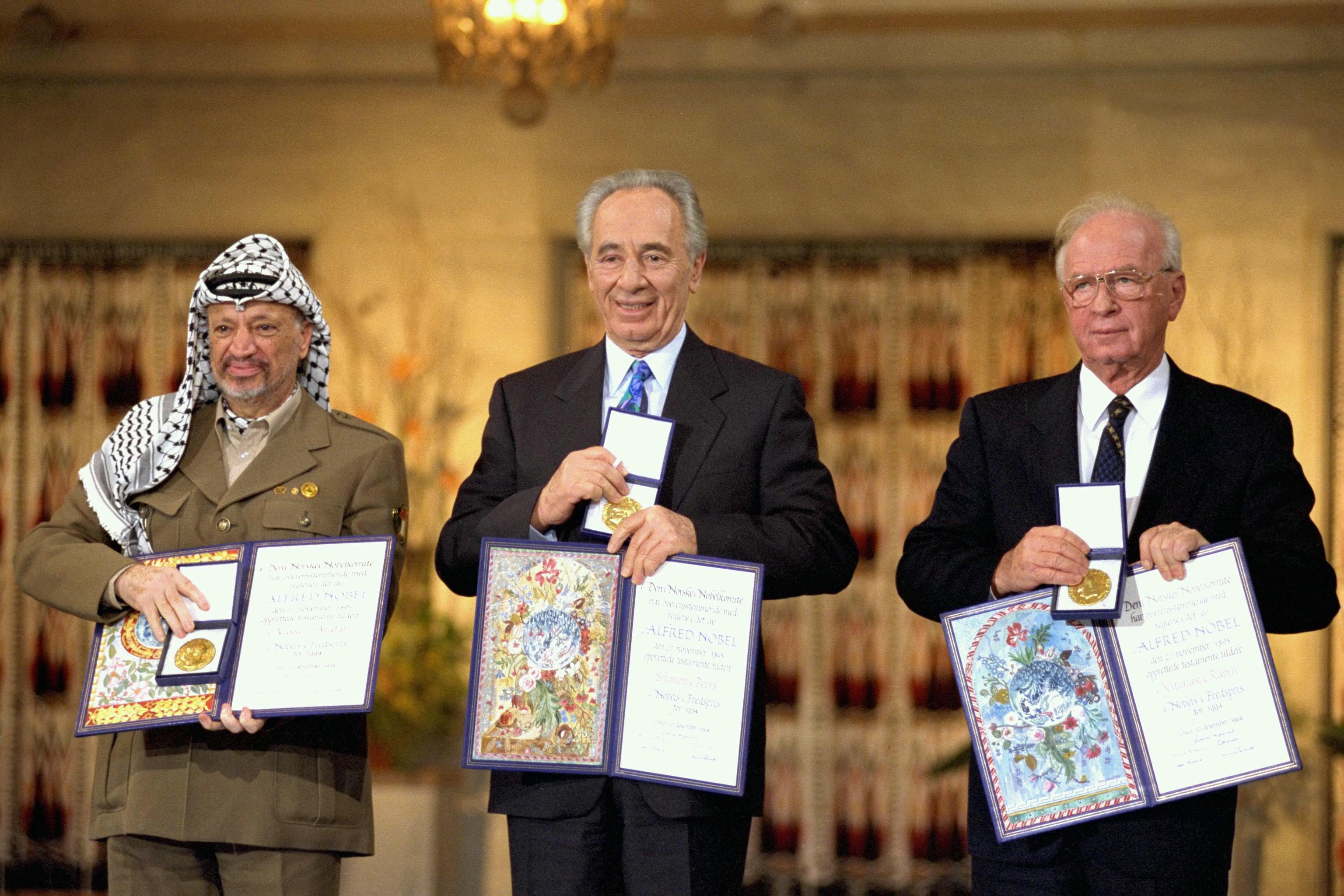
Laureaci Pokojowej Nagrody Nobla za rok 1994: Jaser Arafat, Szimon Peres, Icchak Rabin

W 1968 Narodowy Bank Szwecji ustanowił w dziedzinie ekonomii nagrodę imienia Alfreda Nobla:
- Nagroda Banku Szwecji im. Alfreda Nobla w dziedzinie ekonomii.

Wtedy też zadecydowano, że nie będzie się zwiększać liczby dziedzin, w których są przyznawane nagrody noblowskie.

### Odstępstwa od wizji fundatora
Zgodnie z literalnym brzmieniem testamentu Alfreda Nobla, nagrody z chemii, fizyki oraz fizjologii i medycyny powinny być przyznawane jednej osobie za odkrycie dokonane w ciągu ostatniego roku. W praktyce okazało się to niemożliwe ze względu na sposób funkcjonowania nauki, stąd też od wierności obu tym zasadom odstąpiono już w pierwszej dekadzie XX wieku uznając, że nagroda może być przyznana również dwóm lub trzem osobom, a z najnowszych publikacji musi wynikać nie tyle samo odkrycie, co jego pożyteczność dla ludzkości.
Jeśli zaś chodzi o nagrodę pokojową, to po analizie 118 przyznanych nagród Fredrik S. Heffermehl uznał, że do 1945 roku 85% spełniało wytyczne fundatora („rozbrojenie, zmniejszenie potencjałów militarnych i zaangażowanie w proces zapobiegania konfliktom zbrojnym”), natomiast po 1945 roku spełniało je zaledwie 45%.

## Nominacje i wybór
W przeciwieństwie do innych nagród nominacje do Nagrody Nobla są długie i rygorystyczne, podobnie jak proces wyboru laureatów. Z tego powodu nagroda ta stała się najbardziej prestiżową na świecie.
Propozycje dotyczące nominacji składa 3000 wybranych osobistości. Fundacja Nobla podaje, że do Pokojowej Nagrody Nobla nominować mogą następujące osoby:
- członkowie parlamentów i rządówNagrody są wręczane w Filharmonii Sztokholmskiej
- członkowie sądów międzynarodowych
- rektorzy uniwersytetów

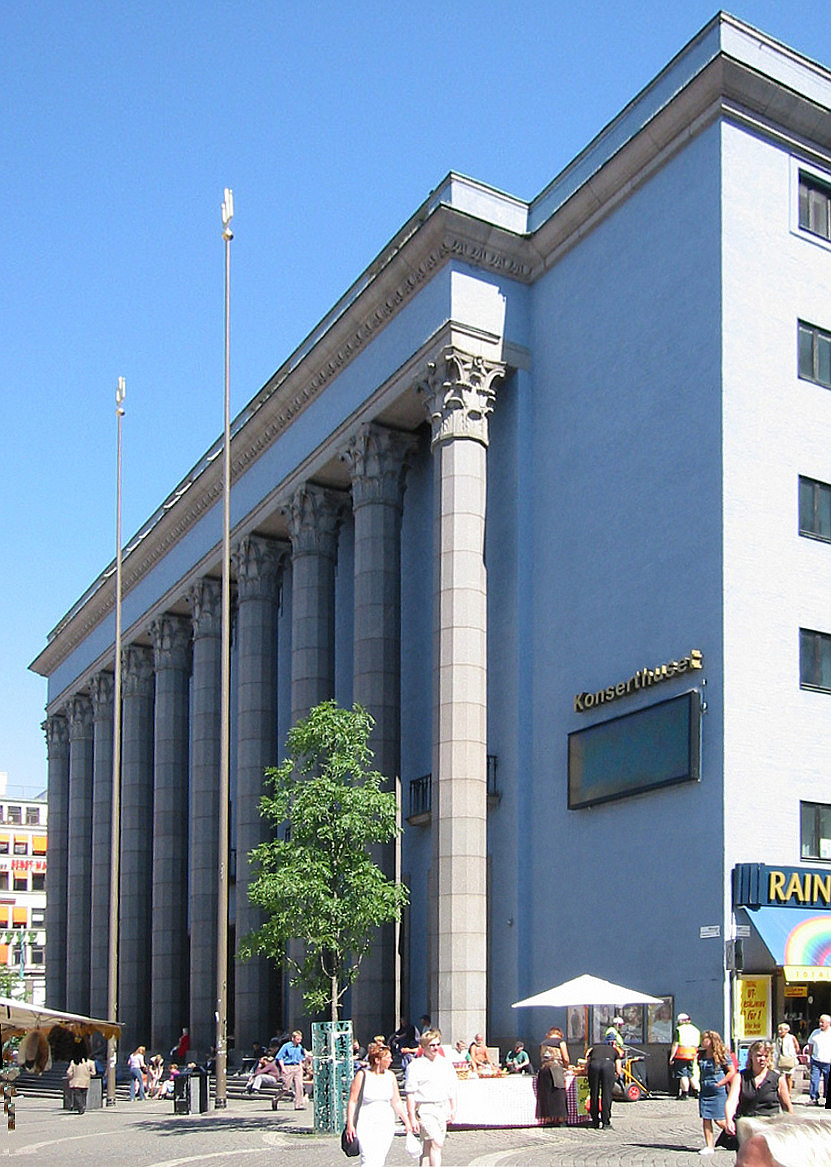
Nagrody są wręczane w Filharmonii Sztokholmskiej

- profesorowie nauk humanistycznych, historii, filozofii, prawa i teologii
- dyrektorzy pokojowych instytutów badawczych oraz zagranicznych instytutów politycznych
- laureaci Pokojowej Nagrody Nobla
- członkowie zarządu organizacji, które otrzymały Pokojową Nagrodę Nobla
- byli i aktualni członkowie Norweskiego Komitetu Noblowskiego
- byli doradcy mianowani przez Norweski Instytut Noblowski.

Podobne wymagania dotyczą innych dziedzin.
Ostateczny termin zgłaszania nominacji upływa 31 stycznia. Automatycznie dyskwalifikowane są nominacje własnej osoby oraz nominacje osób zmarłych.
W odróżnieniu od innych nagród Komitety Noblowskie informują o stosowanych przez siebie kryteriach dopiero po 50 latach od wyboru laureatów.
Po upłynięciu terminu Komitet zbiera i selekcjonuje około 200 kandydatów. Lista jest wysyłana do wybranych ekspertów z dziedzin nominowanych, po czym wyłania się 15 osób. Następnie Komitet przesyła swoje rekomendacje, w zależności od rodzaju nagrody, do Akademii lub odpowiedniej instytucji, której członkowie głosują nad wyborem zwycięzcy.
Proces wyboru różni się nieznacznie w zależności od dyscypliny – przykładowo Nagroda Nobla w dziedzinie literatury jest rzadko przyznawana grupie osób, w odróżnieniu od Nagrody Nobla w innych dziedzinach.

## Krytyka

### Kontrowersyjni laureaci

#### Nagroda pokojowa
Pokojowa Nagroda Nobla jest krytykowana przez norweskiego działacza pokojowego Fredrika S. Heffermehla za przyznawanie jej jego zdaniem niezgodnie z wytycznymi samego Nobla, zwłaszcza wśród nagród przyznanych po 1945 roku. Heffermehl uważa, że większe znaczenie w wyborze laureatów mają osobiste preferencje członków komitetu niż intencje fundatora. Wśród niesłusznie przyznanych Heffermehl wymienia przyznanie pokojowej nagrody Henry’emu Kissingerowi oraz Lê Đức Thọ za zaprowadzenie pokoju w Wietnamie, chociaż w tamtym okresie nadal trwała tam wojna. Lê Đức Thọ nie przyjął nagrody, gdyż pokój nie został tam osiągnięty. Heffermehl skrytykował także przyznanie pokojowej nagrody Jaserowi Arafatowi, Szimonowi Peresowi oraz Icchakowi Rabinowi.

#### Dziedziny naukowe
Nagrodę z chemii za rok 1918 otrzymał Fritz Haber, uznawany za zbrodniarza wojennego. Nagrodę za odkrycie insuliny (Fizjologia i medycyna, 1923) odebrali Frederick Banting oraz John Macleod, który w ogóle nie brał udziału w badaniach; pominięto natomiast Charlesa Besta, który w nich uczestniczył. Natomiast nagrodę z fizyki za 1944 otrzymał jedynie Otto Hahn, mimo że przy rozszczepieniu jądra uranu współpracował ściśle z Fritzem Straßmannem i Lise Meitner.
W 1949 roku Egas Moniz dostał nagrodę za badania nad leczniczymi efektami lobotomii, co było bardzo kontrowersyjnym odkryciem. W związku z tym zostały złożone liczne protesty, między innymi przez wnuczkę jednej z ofiar lobotomii, Christine Johnson.
W 1974 nagrodę z fizyki za odkrycie pulsarów otrzymali Antony Hewish i Martin Ryle, mimo że w rzeczywistości odkrycia tego dokonała doktorantka Hewisha Jocelyn Bell.

### Brak pośmiertnych nominacji
Pośmiertne nominacje (nie nagrodzenie) do nagrody nie są dozwolone. Wywołuje to krytykę z powodu braku nagród dla osób, które zmarły, zanim mogły być nominowane. W trzech przypadkach nagroda została przyznana pośmiertnie, gdy przyszli laureaci zmarli już po otrzymaniu nominacji. Zdobywcami nagrody zostali w ten sposób: Erik Axel Karlfeldt (1931, w dziedzinie literatury), sekretarz generalny Organizacji Narodów Zjednoczonych Dag Hammarskjöld (1961, Pokojowa Nagroda Nobla) i Ralph Steinman (2011, w dziedzinie medycyny i fizjologii).
Mahatma Gandhi był nominowany do Pokojowej Nagrody Nobla pięciokrotnie między latami 1937 a 1948, ale nigdy nie został jej laureatem. Okazało się, że planowano uhonorować go w 1948, jednak został zamordowany na początku owego roku. Rozważano nadanie mu nagrody pośmiertnie, jednak ostatecznie zaniechano tego i zdecydowano o nienagradzaniu nikogo w 1948.
William Vickrey (nagroda w dziedzinie ekonomii w roku 1996) zmarł, zanim otrzymał nagrodę, lecz już po ogłoszeniu wyników.
3 października 2011 roku Komitet ogłosił, że nagrodę w dziedzinie fizjologii lub medycyny otrzymał zmarły trzy dni wcześniej Ralph Steinman, co było spowodowane faktem, iż Komitet nie wiedział o śmierci naukowca w chwili ogłoszenia werdyktu.

### Brak uznania podobnych osiągnięć
Surowe zasady o nieprzyznawaniu nagrody więcej niż trzem osobom także rodzą krytykę. Jeśli nagrodę przyznaje się za osiągnięcia uzyskane przez zespół badawczy składający się z więcej niż trzech osób – co najmniej jeden członek zespołu nie zostanie jej laureatem. Przykładowo, w 2002 nagrodę za rozwój spektrometrii mas w chemii proteinowej otrzymali Kōichi Tanaka oraz John Fenn, jednak nie uznano osiągnięć Franza Hillenkampa i Michaela Karasa z Instytutu Fizyki i Chemii Teoretycznej Uniwersytetu we Frankfurcie.
Zasada przeciwko pośmiertnemu nagradzaniu nie pozwala na uhonorowanie ważnych osiągnięć współpracowników zmarłych przed przyznaniem nagrody. Przykładowo, prace Rosalind Franklin nad odkryciem struktury DNA w 1953 miały kluczowe znaczenie, jednak sama Franklin zmarła na raka jajnika w 1958, a nagrodę w 1962 zdobyli jej współpracownicy – Francis Crick, James Watson i Maurice Wilkins.
Krytyka została zwielokrotniona w 2005 po przyznaniu Nagrody Nobla w dziedzinie fizyki Royowi Glauberowi, a nie zdecydowano się na wyróżnienie George’a Sudarshana. Prawdopodobnie uznano, że praca Sudarshana była bardziej ogólna. Chociaż Glauber opublikował wyniki badań jako pierwszy w 1963, późniejsze prace Sudarshana (w tym samym roku) są tymi, na których opiera się większość optyki kwantowej.

### Brak nagrody w dziedzinie matematyki
Jest kilka prawdopodobnych powodów, dla których Alfred Nobel nie stworzył nagrody dla matematyków. Sądzi się, że zamierzeniem Nobla była nobilitacja „wynalazków i odkryć” przynoszących ludzkości największe korzyści i chciał on uhonorować prace praktyczne, a nie teoretyczne (nie uważał matematyki za naukę, która może przynieść ludzkości wymierne dobra). Istnieje też wiele popularnych, jednak niepotwierdzonych, teorii mówiących, że Nobel pominął matematyków z powodu osobistej niechęci do jednego z nich (najczęściej wymieniany jest tu Gösta Mittag-Leffler) – najbardziej rozpowszechnionym, jednak także niemającym oparcia w faktach, przekonaniem jest, że (w czasach studenckich lub nieco później) narzeczona lub kochanka Nobla zdradziła go z (tym) matematykiem.
Kolejnym prawdopodobnym powodem było istnienie znanej skandynawskiej nagrody dla matematyków. Przyznawane w ówczesnym okresie nagrody matematyczne fundowane były przez czasopismo naukowe Acta Mathematica. Wpływy założyciela fundacji, Gösty Mittaga-Lefflera, skłoniły Oskara II do przyznania nagród wybitnym matematykom z całej Europy, jak Charles Hermite, Joseph Louis François Bertrand, Karl Weierstraß, Henri Poincaré.
W 2001 rząd Norwegii rozpoczął przyznawanie Nagrody Abela, jako uzupełnienie brakującej Nagrody Nobla w dziedzinie matematyki. Od 2004 Nagroda Shawa – przypominająca Nagrodę Nobla – dotyczy także matematyki, jako dyscypliny naukowej. Medal Fieldsa jest często nazywany „Nagrodą Nobla w dziedzinie matematyki”, jednak to porównanie nie jest trafne ze względu na fakt, że przyznawany jest co cztery lata, i to jedynie matematykom do 40. roku życia.
Podobnie jak Nagroda Nobla w zakresie nauk ścisłych, Nagroda Crafoorda w matematyce przyznawana jest przez Szwedzką Akademię Królewską. Powszechnie określa się ją matematycznym odpowiednikiem Nagrody Nobla w zakresie nauk ścisłych.

## Nobliści i uczelnie
„Posiadanie” jak największej liczby noblistów w swoich kadrach jest dla uczelni bardzo ważne, stanowi jedno z głównych kryteriów w opracowywaniu rankingów uczelni. Największą liczbą noblistów w kadrze naukowej może poszczycić się Uniwersytet Harvarda, gdzie pracowało do tej pory 24 laureatów.

## Laureaci Nagrody Nobla
W historii Nagrody Nobla 6 laureatów odmówiło jej przyjęcia, z czego 4 osoby uczyniły to w obawie przed represjami władz:
- Richard Kuhn – w dziedzinie chemii 1938 (odmowa pod naciskiem władz niemieckich, dyplom odebrał po zakończeniu II wojny światowej)
- Adolf Butenandt – w dziedzinie chemii 1939 (odmowa pod naciskiem władz niemieckich, dyplom odebrał po zakończeniu II wojny światowej)[b]
- Gerhard Domagk – w dziedzinie fizjologii i medycyny 1939 (odmowa pod naciskiem władz niemieckich, dyplom odebrał po zakończeniu II wojny światowej)[b]
- Boris Pasternak – w dziedzinie literatury 1958 (odmowa w obawie przed represjami ze strony władz, nagroda została przekazana w 1989 na ręce syna)
- Jean-Paul Sartre – w dziedzinie literatury 1964 (uzasadnił tę decyzję tym, że żaden człowiek nie powinien być "uwieczniony" za życia. Z reguły unikał przyznawania wyróżnień. Uważał, że wszystkie te honory ograniczyłyby jego wolność[18])
- Lê Đức Thọ – nagroda pokojowa 1973 (odmówił jej przyjęcia, argumentując, że pokój jeszcze nie został ustanowiony, a jego przeciwnik wielokrotnie naruszał warunki rozejmu[19])